# Sullivantia oregana
Sullivantia oregana är en stenbräckeväxtart som beskrevs av S. Wats.. Sullivantia oregana ingår i släktet Sullivantia och familjen stenbräckeväxter. Inga underarter finns listade i Catalogue of Life.